# Rutan Voyager
Rutan Model 76 Voyager je bilo prvo letalo, ki letelo okoli sveta brez vmesnega pristanka in dotakanja goriva. Pilotirala sta ga Dick Rutan in Jeana Yeager. Vzletel je 14. decembra 1986 s 4600 metrov dolge steze v letalski bazi Edwards. Pristal je na istem letališču 23. decembra 1986 po 9 dneh in 3 minutah neprekinjenega leta. Preletel je 42.432 kilometrov na povprečni višini 11.000 čevljev (3.350 m).
Voyager je bil grajen večinoma iz fiberglasa, karbonskih vlaken in kevlarja. Prazna teža brez motorjev je bila samo 426 kg. Vzletna teža pri rekordnem letu je bila 4.397 kg, večina teže je bilo gorivo. Razmerje vzgon/upor je bilo 27. 
Poganjala sta ga dva motorja, vsak je imel en propeler. Sprednji zračno hlajeni motor Teledyne Continental O-240 je poganjal propeler v konfugiraciji vlačilec (traktor), zadnji vodno hlajeni motor Teledyne Continental IOL-200 pa v konfiguraciji potisnik.

## Tehnične specifikacije
- Posadka: 2 pilota
- Dolžina: 29 ft 2 in (8,90 m)
- Razpon kril: 110 ft 8 in (33,80 m)
- Višina: 10 ft 3 in (3,10 m)
- Površina kril: 363 ft2 (33,72 m2)
- Prazna teža: 2250 lb (1020,6 kg)
- Gros teža: 9694,5 lb (4397,4 kg)
- Motor: 1 × Teledyne Continental O-240, 130 KM (100 kW) in 1 × Teledyne Continental IOL-200, 110 KM (81 kW)

- Maks. hitrost: 122 mph (196 km/h)
- Dolet: 24,986 miles (42,212 km)
- Čas leta (avtonomija): 216 ur